# ارینا بیلوتسروکیوسکا
ارینا بیلوتسروکیوسکا (انگلیسی: Arina Bilotserkivska؛ زادهٔ ۳ دسامبر ۱۹۸۹) بازیکن بسکتبال اهل اوکراین است.